# Слай, Уильям
Уильям Слай (англ. William Sly, ум. август 1608) — актёр английского ренессансного театра, работавший в шекспировской труппе.

## Биография
О ранних годах жизни Уильяма Слая нет сведений. Первый раз он упоминается как исполнитель роли Porrex (Поррекса) в 1591 году наряду с Огастином Филлипсом, Томасом Поупом, Ричардом Коули, и Джорджем Брайеном (его будущими коллегами по труппе «Слуги лорда-камергера») в пьесе «Семь смертных грехов», написанной, вероятно, Ричардом Тарлтоном. Предполагается, что в труппе «Слуги лорда-камергера», созданной из трупп «слуги лорда Стренджа» и «слуги лорда-адмирала» в 1594 году, он был сначала наёмным актёром. В сохранившихся списках представлений труппы указано, что Слай играл в пьесах Бена Джонсона «Всяк в своём нраве» (1598), «Всяк вне своего нрава» (1599) и «Падение Сеяна» (1603). Возможно, исполнял роль Озрика в «Гамлете» в 1602 году и позднее. После преобразования «Слуг лорда-камергера» в «Слуг короля» стал одним из акционеров труппы. Выведен под своим именем вместе с Ричардом Бёрбеджем в пьесе Марстона «Недовольный». В 1605 году Слай стал акционером театра «Глобус», а в 1608 году — театра «Блэкфрайерс», когда он был передан «Слугам короля». Похоронен в церкви Святого Леонарда в Шордиче 16 августа 1608 года.